# Теисп
Теи́сп (Чи́шпиш) — персидский правитель (675—640 годы до н. э.). Возможно, сын Ахемена, полулегендарного основателя династии Ахеменидов. О нём практически ничего не известно и он упоминается лишь как предок персидских царей Державы Ахеменидов.

## Упоминание в источниках
Имя Чишпиш (иногда неправильно читается как Чаишпиш), вероятно, иранского происхождения, однако его этимология ещё не установлена. Похоже, что оно связано с именем древнехурритского бога бури Тешуба, а также с именем киммерийского царя Теушпы. Греческая форма этого имени передана Геродотом как Τεΐσπης (Теиспес или Тиспес).
Имя Теиспа упоминается в двух сохранившихся генеалогиях. Кир II Великий в своём манифесте утверждает:

«Я — Кир, царь множеств, царь великий, царь могучий, царь Вавилона, царь Шумера и Аккада, царь четырёх стран света, сын Камбиса, царя великого, царя города Аншан, внук Кира, царя великого, царя города Аншан, потомок Теиспа, царя великого, царя города Аншан, вечное царственное семя, правление которого любят боги Бэл (Мардук) и Набу, владычество которого приятно для их сердечной радости».— Манифест Кира
Этот самый ранний вариант генеалогии был отчасти повторён Дарием I в Бехистунской надписи:

«Говорит Дарий-царь: „Мой отец — Виштаспа (Гистасп), отец Виштаспы — Аршама, отец Аршамы — Ариарамна, отец Ариарамны — Чишпиш (Теисп), отец Чишпиша — Ахемен. Поэтому мы называемся Ахеменидами. Искони мы пользуемся почётом, искони наш род был царственным. Восемь человек из моего рода были до меня царями. Я — девятый. Девять нас были последовательно царями. По воле Ахурамазды я — царь. Ахурамазда дал мне царство“».— Бехистунская надпись
Из этих двух текстов ясно, что Кир Великий и Дарий I, оказывается, имели в лице Теиспа общего предка, а цельная реконструкция ранней линии Ахеменидов предполагает, что этот Теисп, царь Аншана, был родителем как Кира I, так и Ариарамна, и значит прадедом Дария. Было высказано также предположение, что Дарий, говоря о себе как о девятом царе Ахеменидской династии, включал в этот счёт и линию Кира II Великого (Кир I, Камбис I, Кир II Великий и Камбис II), исключая при этом своего отца, Гистаспа, о котором известно, что он никогда царём не был.
В науке долгое время одну из проблем усматривали в заявлении Дария, что он — девятый царь в династии, ибо это означало его претензию на царское достоинство и для Аршамы, и для Ариарамны, при том что обе эти почтенные фигуры должны быть современниками — по крайней мере частично — Кира I и Камбиса I, которые, согласно свидетельству Дария I, также являлись царями. Стандартным решением этой проблемы было гипотетическое допущение о том, что земли, управляющиеся Теиспом, по его смерти подверглись разделению, при этом Кир I взошёл на трон в Аншане, а Ариарамна — в Персии. Камбис I стал преемником своего отца в Аншане, а Аршама также сменил отца в Персии. Когда Кир II энергично взялся за создание державы, утвердив свой контроль над племенами Персии, Арсам потерял трон, так что Кир II, вплоть до того момента называвший себя лишь «царём Аншана», теперь мог титуловаться как «царь Аншана и Персии». Данное решение проблемы является, возможно, рациональной гипотезой, но не более того.
Геродот в своём труде «История» упоминал двух разных персидских царей носящих это имя Теисп. Так в его рассказе Ксеркс I восклицает: «Пусть же я не буду сыном Дария, сына Гистаспа, потомка Арсама, Ариарамна, Теиспа, Кира, Камбиса, Теиспа, Ахемена, если не покараю афинян!»

## Другие артефакты
Существует ещё два артефакта, упоминающие имя Теиспа. Во-первых, это пять табличек из оборонительных сооружений Персеполя, имеющих на себе оттиски печати с надписью «[K]u-raš h.An-za-an-[ir]-ra šak Še-iš-be-iš-na», которая была прочитана, как «Кир из Аншана, сын Теиспа». Однако ни Теисп, ни его сын Кир не носят в этой надписи царского титула, что довольно странно. Также, написание имени Теисп отличается от написания этого имени в Бехистунской надписи. Второй артефакт — это золотая табличка, якобы найденная в ходе неофициальных раскопок в Хамадане (древние Экбатаны). В надписи, составленной от лица царя Парсы Ариарамны, говорится, что он является сыном Теиспа, внуком Ахемена. Однако последующий анализ показал, что данная табличка, — скорее всего подделка, либо сфабрикованная ещё в древности (возможно, в IV веке до н. э.), либо в Новое время.
| Ахемениды              |                                  |                  |
| Предшественник: Ахемен | царь Аншана ок. 675—640 до н. э. | Преемники: Кир I |
| Предшественник: Ахемен | царь Персии                      | Ариарамна        |